# Boarmia agoraea
Boarmia agoraea är en fjärilsart som beskrevs av Edward Meyrick 1892. Boarmia agoraea ingår i släktet Boarmia och familjen mätare. Inga underarter finns listade i Catalogue of Life.